# Maja Tucholke
Maja Tucholke (* 11. Februar 1979 in Leipzig) ist eine ehemalige deutsche Ruderin, die 2003 Weltmeisterin im Achter war. 
Maja Tucholke vom Ruderverein Triton aus Leipzig war 1997 Juniorenweltmeisterin im Achter. 1999, 2002 und 2003 gewann sie den deutschen Meistertitel im Achter. 2001 war sie zusammen mit Sandra Goldbach im Zweier ohne Steuerfrau erfolgreich.
Bei den Ruder-Weltmeisterschaften 2001 hinter Australien und Rumänien und 2002 hinter den USA und Australien gewann Tucholke mit dem deutschen Frauenachter jeweils die Bronzemedaille. 2003 in Mailand siegte der deutsche Achter vor den Booten aus Rumänien und Kanada. Im Jahr darauf belegte der deutsche Achter mit Maja Tucholke bei den Olympischen Spielen in Athen den fünften Platz.